# Rátka, Borsod-Abaúj-Zemplén
Rátka este un sat în districtul Szerencs, județul Borsod-Abaúj-Zemplén, Ungaria, având o populație de 998 de locuitori (2011). 

## Demografie
Componența etnică a satului Rátka
     Maghiari (56,69%)
     Germani (43,04%)
     Români (0,27%)
Componența confesională a satului Rátka
     Romano-catolici (69,94%)
     Reformați (3,81%)
     Fără religie (2,4%)
     Necunoscută (23,05%)
     Alte religii (1,3%)
Conform recensământului din 2011, satul Rátka avea 998 de locuitori. Din punct de vedere etnic, majoritatea locuitorilor (56,69%) erau maghiari, cu o minoritate de germani (43,04%).  Din punct de vedere confesional, majoritatea locuitorilor (69,94%) erau romano-catolici, existând și minorități de reformați (3,81%) și persoane fără religie (2,4%). Pentru 23,05% din locuitori nu este cunoscută apartenența confesională.